# Alexina
Alexina ist ein weiblicher Vorname.

## Herkunft und Bedeutung
Der Name ist eine englische weibliche Form von Alex oder eine Verkleinerungsform von Alexis. Weitere Varianten sind Alex, Alexa, Sandie, Ali, Allie, Ally, Lexa, Lexi, Lexie, Lexine, Lexy, Zandra, Alyx und Drina.

## Bekannte Namensträgerinnen
- Alexina Duchamp (1906–1995), US-amerikanische Kunsthändlerin
- Alexina Louie (* 1949), kanadische Komponistin